# Provinz Bolívar (Bolivien)
Bolívar (auch: Simón Bolívar) ist eine von sechzehn Provinzen im südwestlichen Teil des Departamento Cochabamba im südamerikanischen Anden-Staat Bolivien und trägt ihren Namen zu Ehren des südamerikanischen Freiheitshelden Simón Bolívar.

## Lage
Die Provinz liegt in den nördlichen Ausläufern der bolivianischen Cordillera Central zwischen den Großstädten Oruro und Cochabamba, abseits der Fernverkehrsstraße Fernstraße Ruta 4. Sie grenzt im Westen an das Departamento Oruro, im Süden und Südosten an das Departamento Potosí, und im Norden an die Provinz Arque.
Die Provinz erstreckt sich zwischen etwa 17° 53' und 18° 08' südlicher Breite und 66° 50' und 67° 15' westlicher Länge, ihre Ausdehnung von Westen nach Osten beträgt 35 Kilometer, von Norden nach Süden 20 Kilometer.

## Bevölkerung
Die Einwohnerzahl der Provinz Bolívar ist in den vergangenen drei Jahrzehnten um knapp ein Fünftel angestiegen:
| Jahr | Einwohner | Quelle       |
| ---- | --------- | ------------ |
| 1992 | 7 081     | Volkszählung |
| 2001 | 8 635     | Volkszählung |
| 2012 | 7 279     | Volkszählung |
| 2024 | 8 197     | Volkszählung |

38,8 Prozent der Bevölkerung sind jünger als 15 Jahre, der Alphabetisierungsgrad in der Provinz beträgt 47,1 Prozent. (1992)
Nur 34,9 Prozent der Bevölkerung sprechen Spanisch, 96,5 Prozent sprechen Quechua, und 1,8 Prozent Aymara. (1992)
99,7 Prozent der Bevölkerung haben keinen Zugang zu Elektrizität, 96,6 Prozent leben ohne sanitäre Einrichtung (1992).
83,6 Prozent der Einwohner sind katholisch, 13,9 Prozent sind evangelisch (1992).

## Gliederung
Die Provinz Bolívar besteht aus nur einem Verwaltungsbezirk (bolivianisch: Municipio):
- 03-1501 Municipio Bolívar

## Ortschaften in der Provinz Bolívar
- Bolívar 484 Einw.